# Street Rod 2: The Next Generation
Street Rod 2: The Next Generation es un videojuego de carreras secuela de Street Rod desarrollado por PZKaren Co. Development Group y Logical Design Works, basado en un concepto original de Magic Partners y publicado por California Dreams para Amiga y MS-DOS. Street Rod 2 incluía exclusivamente muscle cars estadounidenses, específicamente los de GM, Ford y Chrysler. 
En diciembre de 2012, MK Consultancy, de los Países Bajos, adquirió la propiedad de los derechos de autor de los juegos Street Rod y relanzó Street Rod 2, así como el juego original y una versión actualizada, como freeware en 2014.

## Jugabilidad
La interfaz es la misma que la primera, pero ahí es donde termina la similitud. Más es el nombre aquí, más automóviles y piezas para comprar que brindan todas las ventajas para recuperar la corona. La jugabilidad es lo más importante que se recuerda en este clásico. El control del juego es realmente estricto.
Hay tres lugares para competir con un oponente sediento de sangre, apostando por dinero y recibos. La carrera de resistencia prueba qué tan rápido puede engranar la primera marcha.
El objetivo final es vencer al nuevo rey en estos tres pistas que, si se hace, puede recuperar la corona perdida hace mucho tiempo y llevarse a casa a la chica, nuevamente.

## Cambios
- El juego está ambientado en el verano de 1969, comenzando el 14 de junio, el primer día de vacaciones de verano. (Street Rod se estableció en 1963).
- Se encuentra disponible un conjunto de automóviles muy diferente, la mayoría de los cuales datan de la década de 1960.
- Ahora hay dos variantes de cada automóvil disponibles para comprar: una maltratada (más barata, con partes gastadas) y otra en buenas condiciones. Todos los coches ahora solo se pueden comprar una vez durante el juego.
- El diferencial, silenciador y el escape colector se pueden reemplazar.
- El motor se muestra en el compartimento del motor y el ajuste se realiza en la misma pantalla.
- Las calcomanías para automóviles no están disponibles.
- Las carreras se organizan fuera de "Burgers Bungalow" en lugar de "Bob's Drive-In".
- Hay dos pistas de carretera: Mulholland Drive, en gran parte basada en la carrera de carretera de Street Rod, y una pista completamente nueva, el Acueducto, que se asemeja al acueducto en la película Grease.
- Un accidente automovilístico puede resultar de golpear rocas, desagües, barreras y soportes de puentes a cualquier velocidad, o al atravesar obras viales en la pista de Mulholland Drive a velocidades superiores a 50 mph. Si viaja demasiado por una pared inclinada en la vía del acueducto a alta velocidad, el automóvil se volcará.
- El Rey conduce un 1969 Shelby GT500, con un sobrealimentador que para los autos Ford no está disponible como actualización dentro del juego.
- Todos los miércoles por la noche, el jugador puede competir en una competición de carreras de carreras de soportes llamada "Grudge Night". Por una pequeña tarifa de entrada, el jugador debe establecer un "tiempo de ruptura" en la franja de arrastre, después del cual el jugador debe derrotar a todos los oponentes sin correr más rápido que su tiempo de ruptura.

## Secuela
- Street Rod 3 es una secuela no oficial inacabada de la serie. Está siendo desarrollado para Windows y Linux con el objetivo de recrear un juego similar a Street Rod 2. Su objetivo es agregar más autos y partes y también hacer la transición de la serie de gráficos 2D a gráficos 3D. La última versión alpha, versión 0.4.4.1, está disponible bajo la Licencia pública general GNU.

## Recepción
Mike Weksler reseñó el juego para Computer Gaming World, y declaró que "Después de varias horas de revivir recuerdos "hot rod", el jugador puede terminar navegando hasta sus antiguos lugares de reunión un miércoles por la noche. Lo más probable es que vea una nueva generación de autos alineados en la hamburguesería local con el capó abierto, el cromo brillante y términos como "principal de cuatro tornillos" y "cabezas de camello" flotando en el aire. El jugador también puede sorprenderse al ver goma fresca manchando el pavimento en la vieja pista de arrastre, pero si no lo hace, ¡siempre puede volver a casa y encender Street Rod II: The Next Generation!".